# Rule Interchange Format
De Rule Interchange Format (RIF) is een standaard van het World Wide Web Consortium (W3C). RIF is een deel van de infrastructuur voor het Semantisch web net als SPARQL, RDF en OWL.

## Geschiedenis
In 2005 werd door W3C een RIF-werkgroep opgericht. In 2010 zijn de meeste standaarden vastgesteld.